# Casa Martí (Valls)
Casa Martí és un edifici del municipi de Valls (Alt Camp).

## Descripció
Consta de planta baixa i una segona planta, que té més reduïda la seva superfície en planta i ve a ser una mena de golfa. A la façana sud, la principal, hi ha un porxe amb dos pilars centrals que determinen tres arcs de mig punt, que també estan en els laterals, un per costat. La porta d'entrada a l'habitatge té una sola fulla de fusta; als costats hi ha sengles finestres. Les altres façanes tenen obertures d'acord amb les funcions de les habitacions i dependències interiors. La coberta és a dues vessants. Al bell mig hi ha un element d'obra amb cúpula de ceràmica, que suporta el penell, que és de ferro i representa un gall. A la part posterior hi ha un parell de torres quadrades. Amb tres arcs estrets i un arc de mig punt a cada lateral. La façana de llevant té interès pels arcs existents als baixos: dos que corresponen a uns grans finestrals, un obert i l'altre tancat, el tercer correspon a un accés, que amb l'anterior determina una zona d'estar porticada.
Hi ha un altre edifici aïllat, que és un habitatge, possiblement per al masover. Tota la propietat està envoltada per un camí asfaltat i també hi ha uns accessos molt ben ordenats per caminar.
També existeix un petit edifici aïllat a la dreta que serveix per guardar els estris del camp: té dues vessants amb coberta de teula àrab i la fatxada sud hi ja un rellotge de sol.
A la part posterior, al nord, la imatge és molt diferent, ja que els paraments verticals són totalment llisos i les obertures que hi ha recorden les edificacions d'estil magrebí. A més hi ha una porta àmplia amb vela i una petita marquesina de teula àrab amb dotze cartel·les de fusta.